# IJsseloog
IJsseloog ("IJsselovo oko") je umjetni otok u graničnom jezeru Ketelmeeru (pokrajina Flevoland, Nizozemska) koji se koristi kao skladište za skladištenje zagađenog mulja. Većina zagađenog mulja taložena je u Ketelmeer rijekom IJssel između 1950. i 1990. godine. Uklanjanje mulja iz jezera Ketelmeer također ima za cilj produbiti kanal koji vodi do ušća IJssela do dubine od najmanje 3.5 m, čime se želi poboljšati pristup rijeci za plovidbu.
Izgradnja IJsselooga započela je 1996. i dovršena 1999. Tijekom izgradnje IJsselooga, glavna briga bila je očuvanje podzemnih voda i okoliša Ketelmeera. Onečišćeni mulj treba trajno uskladištiti i bez opasnosti od istjecanja. Kako bi se izbjegla smetnja za poljoprivredu, lokalno stanovništvo i kako bi se spriječilo onečišćenje podzemnih voda, odlagalište mulja izgrađeno je u središtu jezera, a ne na obali. IJsseloog je također planiran za rekreacijski i ekološki razvoj. Stvorena su još dva umjetna otoka: Hanzeplaat i Schokkerbank.
Iskopi se pohranjuju u otočno skladište napravljeno usred Ketelmeera. Promjera 1 km i dubine pedeset metara, odlagalište je dizajnirano za držanje 23 milijuna kubičnih metara mulja, od čega 15 milijuna kubičnih metara iz Ketelmeera, a ostatak s drugih mjesta. Da bi se spriječilo curenje, dno depoa je zabrtvljeno glinom, a nasip obložen folijom. Razina vode održava se ispod razine jezera kako bi se spriječilo otjecanje onečišćenja.
Na vanjskom rubu IJsselooga izgrađena je luka za prihvat mulja. Nakon što se depo napuni, sanacija će se izvršiti dekantacijom. Čisti mulj će se koristiti za izgradnju nove ekološke zone, IJsselmonding. Čisti mulj koji se ispušta koristit će se za izgradnju prirodnog ušća IJssela.
Postrojenje za pročišćavanje počelo je s radom 2000. godine. Njegova stanica za obradu odvaja pijesak i treset od zagađivača. Za izgradnju će se koristiti pročišćeni pijesak, a preostali mulj pumpa se u skladište. Kada se skladište popuni, slojevi gline i pijeska će se zatvoriti, a sam otok će se koristiti u rekreacijske svrhe. Nakon tog procesa, priroda će preuzeti IJsseloog.